# Gran Premio di superbike di Losail 2008
Il Gran Premio di superbike del Qatar 2008 è la prima prova del mondiale superbike 2008, nello stesso fine settimana si corre il primo gran premio stagionale del mondiale supersport 2008.

## Superbike
Le classifiche del Campionato mondiale Superbike sono le seguenti:

### Superpole
Fonte:
| Pos. | Nº  | Naz.                 | Pilota             | Squadra                        | Motocicletta      | Sess. 1  | Sess. 2  | Giri | Superpole | Tempo    | Gap   | Avg     |
| ---- | --- | -------------------- | ------------------ | ------------------------------ | ----------------- | -------- | -------- | ---- | --------- | -------- | ----- | ------- |
| 1º   | 11  | Australia (bandiera) | Troy Corser        | Yamaha Motor Italia WSB        | Yamaha YZF-R1     | 1'59.627 | 1'58.560 | 34   | 1'58.053  | 1'58.053 |       | 164,062 |
| 2º   | 111 | Spagna (bandiera)    | Rubén Xaus         | Sterilgarda Go Eleven          | Ducati 1098 RS 08 | 2'00.695 | 1'59.940 | 33   | 1'58.689  | 1'58.689 | 0.636 | 163,183 |
| 3º   | 3   | Italia (bandiera)    | Max Biaggi         | Sterilgarda Go Eleven          | Ducati 1098 RS 08 | 2'00.744 | 1'59.435 | 37   | 1'58.767  | 1'58.767 | 0.714 | 163,076 |
| 4º   | 76  | Germania (bandiera)  | Max Neukirchner    | Alstare Suzuki                 | Suzuki GSX-R 1000 | 2'00.904 | 1'58.990 | 38   | 1'58.964  | 1'58.964 | 0.911 | 162,806 |
| 5º   | 57  | Italia (bandiera)    | Lorenzo Lanzi      | R.G. Team                      | Ducati 1098 RS 08 | 2'00.724 | 1'59.337 | 37   | 1'58.975  | 1'58.975 | 0.922 | 162,791 |
| 6º   | 41  | Giappone (bandiera)  | Noriyuki Haga      | Yamaha Motor Italia WSB        | Yamaha YZF-R1     | 2'00.476 | 1'59.173 | 31   | 1'59.017  | 1'59.017 | 0.964 | 162,733 |
| 7º   | 21  | Australia (bandiera) | Troy Bayliss       | Ducati Xerox                   | Ducati 1098 F08   | 1'59.853 | 1'58.829 | 35   | 1'59.224  | 1'59.224 | 1.171 | 162,451 |
| 8º   | 34  | Giappone (bandiera)  | Yukio Kagayama     | Suzuki Alstare                 | Suzuki GSX-R 1000 | 2'00.599 | 1'59.998 | 37   | 1'59.285  | 1'59.285 | 1.232 | 162,367 |
| 9º   | 7   | Spagna (bandiera)    | Carlos Checa       | Hannspree Ten Kate Honda       | Honda CBR1000RR   | 2'01.409 | 1'59.758 | 38   | 1'59.417  | 1'59.417 | 1.364 | 162,188 |
| 10º  | 84  | Italia (bandiera)    | Michel Fabrizio    | Ducati Xerox                   | Ducati 1098 F08   | 2'00.937 | 1'59.554 | 35   | 1'59.450  | 1'59.450 | 1.397 | 162,143 |
| 11º  | 10  | Spagna (bandiera)    | Fonsi Nieto        | Suzuki Alstare                 | Suzuki GSX-R 1000 | 2'00.307 | 1'59.805 | 41   | 1'59.921  | 1'59.921 | 1.868 | 161,506 |
| 12º  | 96  | Rep. Ceca (bandiera) | Jakub Smrž         | Guandalini Racing by Grifo's   | Ducati 1098 RS 08 | 2'01.955 | 2'00.148 | 34   | 1'59.984  | 1'59.984 | 1.931 | 161,422 |
| 13º  | 36  | Spagna (bandiera)    | Gregorio Lavilla   | Ventaxia VK Honda              | Honda CBR1000RR   | 2'01.729 | 2'00.438 | 34   | 2'00.095  | 2'00.095 | 2.042 | 161,272 |
| 14º  | 54  | Turchia (bandiera)   | Kenan Sofuoğlu     | Hannspree Ten Kate Honda Jr.   | Honda CBR1000RR   | 2'03.765 | 2'00.292 | 38   | 2'00.313  | 2'00.313 | 2.260 | 160,980 |
| 15º  | 44  | Italia (bandiera)    | Roberto Rolfo      | Hannspree Honda Althea         | Honda CBR1000RR   | 2'02.004 | 2'00.522 | 38   | 2'01.208  | 2'01.208 | 3.155 | 159,791 |
| 16º  | 86  | Italia (bandiera)    | Ayrton Badovini    | Team Pedercini                 | Kawasaki ZX-10R   | 2'01.677 | 2'00.033 | 33   | 2'01.238  | 2'01.238 | 3.185 | 159,752 |
| 17º  | 194 | Francia (bandiera)   | Sébastien Gimbert  | Yamaha France Ipone GMT 94     | Yamaha YZF-R1     | 2'00.857 | 2'00.554 | 41   |           | 2'00.554 |       | 160,658 |
| 18º  | 31  | Australia (bandiera) | Karl Muggeridge    | D.F. Racing                    | Honda CBR1000RR   | 2'01.086 | 2'00.607 | 34   |           | 2'00.607 |       | 160,588 |
| 19º  | 94  | Spagna (bandiera)    | David Checa        | Yamaha France Ipone GMT 94     | Yamaha YZF-R1     | 2'01.984 | 2'00.643 | 41   |           | 2'00.643 |       | 160,540 |
| 20º  | 23  | Giappone (bandiera)  | Ryūichi Kiyonari   | Hannspree Ten Kate Honda       | Honda CBR1000RR   | 2'02.494 | 2'00.698 | 38   |           | 2'00.698 |       | 160,467 |
| 21º  | 13  | Italia (bandiera)    | Vittorio Iannuzzo  | Team Pedercini                 | Kawasaki ZX-10R   | 2'02.256 | 2'00.854 | 32   |           | 2'00.854 |       | 160,259 |
| 22º  | 83  | Australia (bandiera) | Russell Holland    | D.F. Racing                    | Honda CBR1000RR   | 2'03.006 | 2'00.971 | 38   |           | 2'00.971 |       | 160,104 |
| 23º  | 100 | Giappone (bandiera)  | Makoto Tamada      | Kawasaki PSG-1 Corse           | Kawasaki ZX-10R   | 2'04.264 | 2'01.303 | 30   |           | 2'01.303 |       | 159,666 |
| 24º  | 22  | Italia (bandiera)    | Luca Morelli       | Alto Evolution Honda Superbike | Honda CBR1000RR   | 2'02.980 | 2'01.396 | 38   |           | 2'01.396 |       | 159,544 |
| 25º  | 55  | Francia (bandiera)   | Régis Laconi       | Kawasaki PSG-1 Corse           | Kawasaki ZX-10R   | 2'02.100 | 2'01.429 | 32   |           | 2'01.429 |       | 159,501 |
| 26º  | 38  | Giappone (bandiera)  | Shin'ichi Nakatomi | YZF Yamaha                     | Yamaha YZF-R1     | 2'03.542 | 2'01.675 | 40   |           | 2'01.675 |       | 159,178 |
| 27º  | 88  | Giappone (bandiera)  | Shūhei Aoyama      | Alto Evolution Honda Superbike | Honda CBR1000RR   | 2'03.796 | 2'02.059 | 41   |           | 2'02.059 |       | 158,677 |
| 28º  | 77  | Francia (bandiera)   | Loic Napoleone     | Grillini PBR                   | Yamaha YZF-R1     | 2'06.363 | 2'05.516 | 31   |           | 2'05.516 |       | 154,307 |

### Gara 1
Fonte:
In Gara-1, Biaggi attende pazientemente che le gomme delle quattro cilindri vadano in crisi, lasciando così sfogare nelle prime fasi Neukirchner, Corser e Haga, ma alle sue spalle vigila Bayliss, che sembra anche lui giocare d'attesa, mentre Xaus non riesce a tenere il ritmo dei primissimi.
A metà gara Biaggi supera Haga, che in risposta cerca il controsorpasso, rovinando però a terra davanti alla Ducati di Bayliss che lo evita di un soffio.
Per l'australiano questo è il segnale che bisogna passare all'azione ed in due giri supera Biaggi, Corser e Neukirchner ponendosi al comando, ma dopo poche curve il pilota australiano sbaglia clamorosamente e finisce fuori pista, rientrando in quarta posizione.
Nel mentre l'alfiere del team Borciani ha preso il comando, mentre Bayliss dopo qualche giro di assestamento, ritenta la rimonta e raggiunge Neukirchner e Corser sempre in bagarre per la seconda piazza, tentando l'attacco in ogni punto della pista e dopo due sorpassi si getta all'inseguimento di Biaggi, distante ormai un paio di secondi, ma i giri alla fine sono soltanto quattro.
Bayliss non si perde d'animo e raggiunge la moto di testa, ma non sembra avere lo spunto giusto per compiere il sorpasso e così si arriva all'ultimo giro senza che nulla sia cambiato, l'australiano inizia ad attaccare il romano, che però si difende senza problemi, ma quando ormai la gara sembra terminata, Bayliss sfodera un sorpasso alla penultima curva e passa al comando, però Biaggi non ci sta e tenta una replica all'ingresso dell'ultima piega, ma astutamente il pilota ufficiale Ducati, aspettandosi la manovra, si tiene tutto all'esterno per poi incrociare la traiettoria con l'italiano in uscita di curva, e riprendendosi così la leadership che non mollerà più fino al traguardo.
Troy Bayliss vince così la prima gara sulla nuova Ducati all'esordio mondiale.

#### Arrivati al traguardo
| Pos. | Nº  | Naz.                 | Pilota             | Squadra                        | Motocicletta      | Giri | Tempo     | Giro veloce | Velocità | Punti |
| ---- | --- | -------------------- | ------------------ | ------------------------------ | ----------------- | ---- | --------- | ----------- | -------- | ----- |
| 1º   | 21  | Australia (bandiera) | Troy Bayliss       | Ducati Xerox                   | Ducati 1098 F08   | 18   |           | 1'59.603    | 303,7    | 25    |
| 2º   | 3   | Italia (bandiera)    | Max Biaggi         | Sterilgarda Go Eleven          | Ducati 1098 RS 08 | 18   | +0.396    | 1'59.422    | 302,8    | 20    |
| 3º   | 11  | Australia (bandiera) | Troy Corser        | Yamaha Motor Italia WSB        | Yamaha YZF-R1     | 18   | +1.878    | 1'59.699    | 307,1    | 16    |
| 4º   | 111 | Spagna (bandiera)    | Rubén Xaus         | Sterilgarda Go Eleven          | Ducati 1098 RS 08 | 18   | +4.487    | 2'00.181    | 301,1    | 13    |
| 5º   | 76  | Germania (bandiera)  | Max Neukirchner    | Alstare Suzuki                 | Suzuki GSX-R 1000 | 18   | +7.505    | 1'59.624    | 308,9    | 11    |
| 6º   | 7   | Spagna (bandiera)    | Carlos Checa       | Hannspree Ten Kate Honda       | Honda CBR1000RR   | 18   | +9.639    | 2'00.311    | 302,8    | 10    |
| 7º   | 10  | Spagna (bandiera)    | Fonsi Nieto        | Suzuki Alstare                 | Suzuki GSX-R 1000 | 18   | +9.725    | 1'59.789    | 308,0    | 9     |
| 8º   | 34  | Giappone (bandiera)  | Yukio Kagayama     | Suzuki Alstare                 | Suzuki GSX-R 1000 | 18   | +19.537   | 2'00.422    | 302,0    | 8     |
| 9º   | 84  | Italia (bandiera)    | Michel Fabrizio    | Ducati Xerox                   | Ducati 1098 F08   | 18   | +23.156   | 2'00.315    | 305,4    | 7     |
| 10º  | 96  | Rep. Ceca (bandiera) | Jakub Smrž         | Guandalini Racing by Grifo's   | Ducati 1098 RS 08 | 18   | +24.429   | 2'01.139    | 310,7    | 6     |
| 11º  | 44  | Italia (bandiera)    | Roberto Rolfo      | Hannspree Honda Althea         | Honda CBR1000RR   | 18   | +27.595   | 2'01.504    | 299,5    | 5     |
| 12º  | 54  | Turchia (bandiera)   | Kenan Sofuoğlu     | Hannspree Ten Kate Honda Jr.   | Honda CBR1000RR   | 18   | +27.979   | 2'01.174    | 308,0    | 4     |
| 13º  | 36  | Spagna (bandiera)    | Gregorio Lavilla   | Ventaxia VK Honda              | Honda CBR1000RR   | 18   | +28.237   | 2'01.349    | 302,8    | 3     |
| 14º  | 41  | Giappone (bandiera)  | Noriyuki Haga      | Yamaha Motor Italia WSB        | Yamaha YZF-R1     | 18   | +30.205   | 1'59.217    | 303,7    | 2     |
| 15º  | 55  | Francia (bandiera)   | Régis Laconi       | Kawasaki PSG-1 Corse           | Kawasaki ZX-10R   | 18   | +31.882   | 2'01.274    | 305,4    | 1     |
| 16º  | 57  | Italia (bandiera)    | Lorenzo Lanzi      | R.G. Team                      | Ducati 1098 RS 08 | 18   | +32.067   | 2'01.312    | 295,4    |       |
| 17º  | 31  | Australia (bandiera) | Karl Muggeridge    | D.F. Racing                    | Honda CBR1000RR   | 18   | +40.745   | 2'01.478    | 297,0    |       |
| 18º  | 86  | Italia (bandiera)    | Ayrton Badovini    | Team Pedercini                 | Kawasaki ZX-10R   | 18   | +41.280   | 2'01.663    | 300,3    |       |
| 19º  | 13  | Italia (bandiera)    | Vittorio Iannuzzo  | Team Pedercini                 | Kawasaki ZX-10R   | 18   | +41.333   | 2'01.606    | 302,0    |       |
| 20º  | 194 | Francia (bandiera)   | Sébastien Gimbert  | Yamaha France Ipone GMT 94     | Yamaha YZF-R1     | 18   | +41.743   | 2'01.729    | 296,2    |       |
| 21º  | 38  | Giappone (bandiera)  | Shin'ichi Nakatomi | YZF Yamaha                     | Yamaha YZF-R1     | 18   | +43.183   | 2'01.802    | 301,1    |       |
| 22º  | 23  | Giappone (bandiera)  | Ryūichi Kiyonari   | Hannspree Ten Kate Honda       | Honda CBR1000RR   | 18   | +43.569   | 2'01.255    | 302,8    |       |
| 23º  | 94  | Spagna (bandiera)    | David Checa        | Yamaha France Ipone GMT 94     | Yamaha YZF-R1     | 18   | +43.892   | 2'01.881    | 295,4    |       |
| 24º  | 83  | Australia (bandiera) | Russell Holland    | D.F. Racing                    | Honda CBR1000RR   | 18   | +50.380   | 2'01.442    | 305,4    |       |
| 25º  | 88  | Giappone (bandiera)  | Shūhei Aoyama      | Alto Evolution Honda Superbike | Honda CBR1000RR   | 18   | +1'12.884 | 2'02.248    | 299,5    |       |

#### Ritirati
| Nº  | Naz.                | Pilota         | Squadra                        | Motocicletta    | Giri | Giro veloce | Velocità |
| --- | ------------------- | -------------- | ------------------------------ | --------------- | ---- | ----------- | -------- |
| 22  | Italia (bandiera)   | Luca Morelli   | Alto Evolution Honda Superbike | Honda CBR1000RR | 12   | 2'02.274    | 296,2    |
| 77  | Francia (bandiera)  | Loic Napoleone | Grillini PBR                   | Yamaha YZF-R1   | 12   | 2'04.971    | 282,3    |
| 100 | Giappone (bandiera) | Makoto Tamada  | Kawasaki PSG-1 Corse           | Kawasaki ZX-10R | 5    | 2'01.502    | 308,0    |

### Gara 2
Fonte:
Gara due è caratterizzata da un duro duello tra i piloti del team Borciani, mentre il vincitore della prima gara, in difficoltà con le gomme, si accontenta del quarto posto, non senza il brivido di un contatto col compagno di squadra Michel Fabrizio. 
La gara è vinta da un sorprendente Fonsi Nieto che in sella ad una Suzuki, come sempre molto veloce in rettilineo, regala alla compagine di Batta una vittoria del tutto inaspettata.

#### Arrivati al traguardo
| Pos. | Nº  | Naz.                 | Pilota            | Squadra                        | Motocicletta      | Giri | Tempo   | Giro veloce | Velocità | Punti |
| ---- | --- | -------------------- | ----------------- | ------------------------------ | ----------------- | ---- | ------- | ----------- | -------- | ----- |
| 1º   | 10  | Spagna (bandiera)    | Fonsi Nieto       | Suzuki Alstare                 | Suzuki GSX-R 1000 | 18   |         | 1'59.156    | 306,3    | 25    |
| 2º   | 111 | Spagna (bandiera)    | Rubén Xaus        | Sterilgarda Go Eleven          | Ducati 1098 RS 08 | 18   | +0.301  | 1'59.752    | 301,1    | 20    |
| 3º   | 3   | Italia (bandiera)    | Max Biaggi        | Sterilgarda Go Eleven          | Ducati 1098 RS 08 | 18   | +1.321  | 1'59.511    | 301,1    | 16    |
| 4º   | 21  | Australia (bandiera) | Troy Bayliss      | Ducati Xerox                   | Ducati 1098 F08   | 18   | +6.452  | 1'59.595    | 304,5    | 13    |
| 5º   | 84  | Italia (bandiera)    | Michel Fabrizio   | Ducati Xerox                   | Ducati 1098 F08   | 18   | +7.627  | 1'59.704    | 307,1    | 11    |
| 6º   | 57  | Italia (bandiera)    | Lorenzo Lanzi     | R.G. Team                      | Ducati 1098 RS 08 | 18   | +9.117  | 2'00.021    | 297,8    | 10    |
| 7º   | 11  | Australia (bandiera) | Troy Corser       | Yamaha Motor Italia WSB        | Yamaha YZF-R1     | 18   | +10.806 | 1'59.710    | 303,7    | 9     |
| 8º   | 76  | Germania (bandiera)  | Max Neukirchner   | Alstare Suzuki                 | Suzuki GSX-R 1000 | 18   | +11.661 | 2'00.464    | 312,5    | 8     |
| 9º   | 96  | Rep. Ceca (bandiera) | Jakub Smrž        | Guandalini Racing by Grifo's   | Ducati 1098 RS 08 | 18   | +13.269 | 2'00.416    | 309,8    | 7     |
| 10º  | 54  | Turchia (bandiera)   | Kenan Sofuoğlu    | Hannspree Ten Kate Honda Jr.   | Honda CBR1000RR   | 18   | +14.563 | 2'00.425    | 308,0    | 6     |
| 11º  | 7   | Spagna (bandiera)    | Carlos Checa      | Hannspree Ten Kate Honda       | Honda CBR1000RR   | 18   | +15.953 | 2'00.225    | 305,4    | 5     |
| 12º  | 100 | Giappone (bandiera)  | Makoto Tamada     | Kawasaki PSG-1 Corse           | Kawasaki ZX-10R   | 18   | +16.748 | 2'00.346    | 306,3    | 4     |
| 13º  | 41  | Giappone (bandiera)  | Noriyuki Haga     | Yamaha Motor Italia WSB        | Yamaha YZF-R1     | 18   | +18.356 | 1'59.430    | 306,3    | 3     |
| 14º  | 36  | Spagna (bandiera)    | Gregorio Lavilla  | Ventaxia VK Honda              | Honda CBR1000RR   | 18   | +26.311 | 2'00.411    | 303,7    | 2     |
| 15º  | 44  | Italia (bandiera)    | Roberto Rolfo     | Hannspree Honda Althea         | Honda CBR1000RR   | 18   | +26.560 | 2'00.750    | 306,3    | 1     |
| 16º  | 55  | Francia (bandiera)   | Régis Laconi      | Kawasaki PSG-1 Corse           | Kawasaki ZX-10R   | 18   | +26.683 | 2'00.926    | 308,9    |       |
| 17º  | 86  | Italia (bandiera)    | Ayrton Badovini   | Team Pedercini                 | Kawasaki ZX-10R   | 18   | +26.821 | 2'01.118    | 301,1    |       |
| 18º  | 194 | Francia (bandiera)   | Sébastien Gimbert | Yamaha France Ipone GMT 94     | Yamaha YZF-R1     | 18   | +28.650 | 2'01.304    | 297,0    |       |
| 19º  | 23  | Giappone (bandiera)  | Ryūichi Kiyonari  | Hannspree Ten Kate Honda       | Honda CBR1000RR   | 18   | +33.150 | 2'01.306    | 304,5    |       |
| 20º  | 31  | Australia (bandiera) | Karl Muggeridge   | D.F. Racing                    | Honda CBR1000RR   | 18   | +36.656 | 2'01.037    | 301,1    |       |
| 21º  | 83  | Australia (bandiera) | Russell Holland   | D.F. Racing                    | Honda CBR1000RR   | 18   | +42.633 | 2'01.288    | 302,8    |       |
| 22º  | 88  | Giappone (bandiera)  | Shūhei Aoyama     | Alto Evolution Honda Superbike | Honda CBR1000RR   | 18   | +55.352 | 2'01.704    | 301,1    |       |

#### Ritirati
| Nº | Naz.                | Pilota             | Squadra                        | Motocicletta      | Giri | Giro veloce | Velocità |
| -- | ------------------- | ------------------ | ------------------------------ | ----------------- | ---- | ----------- | -------- |
| 13 | Italia (bandiera)   | Vittorio Iannuzzo  | Team Pedercini                 | Kawasaki ZX-10R   | 17   | 2'01.374    | 299,5    |
| 38 | Giappone (bandiera) | Shin'ichi Nakatomi | YZF Yamaha                     | Yamaha YZF-R1     | 11   | 2'01.634    | 292,2    |
| 77 | Francia (bandiera)  | Loic Napoleone     | Grillini PBR                   | Yamaha YZF-R1     | 9    | 2'04.630    | 288,3    |
| 94 | Spagna (bandiera)   | David Checa        | Yamaha France Ipone GMT 94     | Yamaha YZF-R1     | 8    | 2'01.505    | 297,8    |
| 22 | Italia (bandiera)   | Luca Morelli       | Alto Evolution Honda Superbike | Honda CBR1000RR   | 4    | 2'02.629    | 292,2    |
| 34 | Giappone (bandiera) | Yukio Kagayama     | Suzuki Alstare                 | Suzuki GSX-R 1000 | 0    |             |          |

## Supersport

### Qualifiche
Fonte:
| Pos. | Nº  | Naz.                   | Pilota               | Squadra                           | Motocicletta    | Sess. 1  | Sess. 2  | Tempo    | Gap   | Avg     | Giri |
| ---- | --- | ---------------------- | -------------------- | --------------------------------- | --------------- | -------- | -------- | -------- | ----- | ------- | ---- |
| 1º   | 99  | Francia (bandiera)     | Fabien Foret         | Yamaha World Supersport           | Yamaha YZF-R6   | 2'03.495 | 2'01.928 | 2'01.928 |       | 158,848 | 23   |
| 2º   | 18  | Regno Unito (bandiera) | Craig Jones          | Parkalgar Racing                  | Honda CBR600RR  | 2'04.766 | 2'02.273 | 2'02.273 | 0.345 | 158,400 | 30   |
| 3º   | 14  | Francia (bandiera)     | Matthieu Lagrive     | Intermoto Czech                   | Honda CBR600RR  | 2'04.017 | 2'02.554 | 2'02.554 | 0.626 | 158,036 | 31   |
| 4º   | 65  | Regno Unito (bandiera) | Jonathan Rea         | Hannspree Ten Kate Honda          | Honda CBR600RR  | 2'03.841 | 2'02.617 | 2'02.617 | 0.689 | 157,955 | 30   |
| 5º   | 23  | Australia (bandiera)   | Broc Parkes          | Yamaha World Supersport           | Yamaha YZF-R6   | 2'05.301 | 2'02.636 | 2'02.636 | 0.708 | 157,931 | 31   |
| 6º   | 26  | Spagna (bandiera)      | Joan Lascorz         | Glaner Motocard.com               | Honda CBR600RR  | 2'04.343 | 2'02.718 | 2'02.718 | 0.790 | 157,825 | 32   |
| 7º   | 24  | Australia (bandiera)   | Garry McCoy          | Triumph - SC                      | Triumph 675     | 2'05.349 | 2'02.770 | 2'02.770 | 0.842 | 157,758 | 27   |
| 8º   | 47  | Italia (bandiera)      | Ivan Clementi        | Triumph Italia BE1 Racing         | Triumph 675     | 2'05.211 | 2'02.862 | 2'02.862 | 0.934 | 157,640 | 28   |
| 9º   | 44  | Spagna (bandiera)      | David Salom          | Yamaha Spain                      | Yamaha YZF-R6   | 2'04.858 | 2'02.866 | 2'02.866 | 0.938 | 157,635 | 30   |
| 10º  | 88  | Australia (bandiera)   | Andrew Pitt          | Hannspree Ten Kate Honda          | Honda CBR600RR  | 2'04.996 | 2'02.903 | 2'02.903 | 0.975 | 157,588 | 30   |
| 11º  | 8   | Australia (bandiera)   | Mark Aitchison       | Triumph Italia BE1 Racing         | Triumph 675     | 2'05.217 | 2'02.964 | 2'02.964 | 1.036 | 157,510 | 27   |
| 12º  | 25  | Australia (bandiera)   | Joshua Brookes       | Hannspree Stiggy Motorsport Honda | Honda CBR600RR  | 2'06.468 | 2'02.986 | 2'02.986 | 1.058 | 157,481 | 29   |
| 13º  | 77  | Paesi Bassi (bandiera) | Barry Veneman        | RES Software Hoegee Suzuki        | Suzuki GSX-R600 | 2'04.880 | 2'03.205 | 2'03.205 | 1.277 | 157,201 | 31   |
| 14º  | 69  | Italia (bandiera)      | Gianluca Nannelli    | Hannspree Honda Althea            | Honda CBR600RR  | 2'04.446 | 2'03.237 | 2'03.237 | 1.309 | 157,161 | 30   |
| 15º  | 81  | Regno Unito (bandiera) | Graeme Gowland       | Benjan Racing                     | Honda CBR600RR  | 2'06.007 | 2'03.322 | 2'03.322 | 1.394 | 157,052 | 35   |
| 16º  | 105 | Italia (bandiera)      | Gianluca Vizziello   | Berry Racing                      | Honda CBR600RR  | 2'05.264 | 2'03.428 | 2'03.428 | 1.500 | 156,917 | 27   |
| 17º  | 38  | Francia (bandiera)     | Grégory Leblanc      | CRS Grand Prix                    | Honda CBR600RR  | 2'06.033 | 2'03.443 | 2'03.443 | 1.515 | 156,898 | 28   |
| 18º  | 17  | Portogallo (bandiera)  | Miguel Praia         | Parkalgar Racing                  | Honda CBR600RR  | 2'06.751 | 2'03.660 | 2'03.660 | 1.732 | 156,623 | 24   |
| 19º  | 21  | Giappone (bandiera)    | Katsuaki Fujiwara    | Kawasaki Gil Motor Sport          | Kawasaki ZX-6R  | 2'05.742 | 2'03.959 | 2'03.959 | 2.031 | 156,245 | 25   |
| 20º  | 9   | Regno Unito (bandiera) | Chris Walker         | Kawasaki Gil Motor Sport          | Kawasaki ZX-6R  | 2'06.755 | 2'03.994 | 2'03.994 | 2.066 | 156,201 | 23   |
| 21º  | 61  | Italia (bandiera)      | Andrea Antonelli     | Hannspree Honda Althea            | Honda CBR600RR  | 2'05.586 | 2'04.046 | 2'04.046 | 2.118 | 156,136 | 30   |
| 22º  | 127 | Danimarca (bandiera)   | Robbin Harms         | Hannspree Stiggy Motorsport Honda | Honda CBR600RR  | 2'06.139 | 2'04.178 | 2'04.178 | 2.250 | 155,970 | 29   |
| 23º  | 31  | Finlandia (bandiera)   | Vesa Kallio          | Benjan Racing                     | Honda CBR600RR  | 2'05.445 | 2'04.349 | 2'04.349 | 2.421 | 155,755 | 33   |
| 24º  | 4   | Italia (bandiera)      | Lorenzo Alfonsi      | Team PMS                          | Kawasaki ZX-6R  | 2'06.406 | 2'04.600 | 2'04.600 | 2.672 | 155,441 | 31   |
| 25º  | 32  | Italia (bandiera)      | Mirko Giansanti      | Berry Racing                      | Honda CBR600RR  | 2'05.495 | 2'04.657 | 2'04.657 | 2.729 | 155,370 | 32   |
| 26º  | 37  | San Marino (bandiera)  | William De Angelis   | Intermoto Czech                   | Honda CBR600RR  | 2'07.327 | 2'04.792 | 2'04.792 | 2.864 | 155,202 | 31   |
| 27º  | 83  | Belgio (bandiera)      | Didier Van Keymeulen | RES Software Hoegee Suzuki        | Suzuki GSX-R600 | 2'07.935 | 2'04.867 | 2'04.867 | 2.939 | 155,109 | 29   |
| 28º  | 55  | Italia (bandiera)      | Massimo Roccoli      | Yamaha Lorenzini By Leoni         | Yamaha YZF-R6   | 2'05.715 | 2'05.093 | 2'05.093 | 3.165 | 154,829 | 22   |
| 29º  | 57  | Italia (bandiera)      | Ilario Dionisi       | Triumph - SC                      | Triumph 675     | 2'07.246 | 2'05.251 | 2'05.251 | 3.323 | 154,633 | 29   |
| 30º  | 51  | Spagna (bandiera)      | Santiago Barragán    | Glaner Motocard.com               | Honda CBR600RR  | 2'07.681 | 2'05.550 | 2'05.550 | 3.622 | 154,265 | 34   |
| 31º  | 121 | Francia (bandiera)     | Arnaud Vincent       | Gil Motor Sport - Solution F      | Kawasaki ZX-6R  | 2'05.941 | 2'07.519 | 2'05.941 | 4.013 | 153,786 | 26   |
| 32º  | 75  | Slovenia (bandiera)    | Luka Nedog           | CRS Grand Prix                    | Honda CBR600RR  | 2'08.761 | 2'06.050 | 2'06.050 | 4.122 | 153,653 | 33   |
| 33º  | 199 | Italia (bandiera)      | Danilo Dell'Omo      | HP Racing                         | Honda CBR600RR  | 2'10.891 | 2'07.323 | 2'07.323 | 5.395 | 152,117 | 31   |
| 34º  | 72  | Ungheria (bandiera)    | Attila Magda         | Factory Racing                    | Honda CBR600RR  | 2'11.246 | 2'07.459 | 2'07.459 | 5.531 | 151,955 | 31   |
| 35º  | 15  | Ungheria (bandiera)    | Gergo Talmacsi       | Factory Racing                    | Honda CBR600RR  | 2'09.165 | 2'07.882 | 2'07.882 | 5.954 | 151,452 | 30   |
| 36º  | 888 | Spagna (bandiera)      | Josep Pedro Subirats | Yamaha Spain                      | Yamaha YZF-R6   | 2'12.619 | 2'09.188 | 2'09.188 | 7.260 | 149,921 | 31   |

### Gara
Fonte:

#### Arrivati al traguardo
| Pos. | Nº  | Naz.                   | Pilota               | Squadra                           | Motocicletta    | Giri | Tempo     | Giro veloce | Velocità | Punti |
| ---- | --- | ---------------------- | -------------------- | --------------------------------- | --------------- | ---- | --------- | ----------- | -------- | ----- |
| 1º   | 23  | Australia (bandiera)   | Broc Parkes          | Yamaha World Supersport           | Yamaha YZF-R6   | 18   |           | 2'02.675    | 275,1    | 25    |
| 2º   | 26  | Spagna (bandiera)      | Joan Lascorz         | Glaner Motocard.com               | Honda CBR600RR  | 18   | +0.048    | 2'02.645    | 263,7    | 20    |
| 3º   | 18  | Regno Unito (bandiera) | Craig Jones          | Parkalgar Racing                  | Honda CBR600RR  | 18   | +0.755    | 2'02.668    | 264,3    | 16    |
| 4º   | 25  | Australia (bandiera)   | Joshua Brookes       | Hannspree Stiggy Motorsport Honda | Honda CBR600RR  | 18   | +9.502    | 2'03.270    | 268,3    | 13    |
| 5º   | 14  | Francia (bandiera)     | Matthieu Lagrive     | Intermoto Czech                   | Honda CBR600RR  | 18   | +11.962   | 2'03.113    | 259,9    | 11    |
| 6º   | 77  | Paesi Bassi (bandiera) | Barry Veneman        | RES Software Hoegee Suzuki        | Suzuki GSX-R600 | 18   | +17.428   | 2'03.664    | 267,6    | 10    |
| 7º   | 127 | Danimarca (bandiera)   | Robbin Harms         | Hannspree Stiggy Motorsport Honda | Honda CBR600RR  | 18   | +17.660   | 2'03.562    | 270,3    | 9     |
| 8º   | 44  | Spagna (bandiera)      | David Salom          | Yamaha Spain                      | Yamaha YZF-R6   | 18   | +17.888   | 2'03.446    | 273,7    | 8     |
| 9º   | 9   | Regno Unito (bandiera) | Chris Walker         | Kawasaki Gil Motor Sport          | Kawasaki ZX-6R  | 18   | +25.883   | 2'03.871    | 272,3    | 7     |
| 10º  | 105 | Italia (bandiera)      | Gianluca Vizziello   | Berry Racing                      | Honda CBR600RR  | 18   | +32.236   | 2'04.407    | 270,9    | 6     |
| 11º  | 38  | Francia (bandiera)     | Grégory Leblanc      | CRS Grand Prix                    | Honda CBR600RR  | 18   | +32.573   | 2'04.051    | 261,1    | 5     |
| 12º  | 47  | Italia (bandiera)      | Ivan Clementi        | Triumph Italia BE1 Racing         | Triumph 675     | 18   | +35.117   | 2'03.873    | 266,3    | 4     |
| 13º  | 17  | Portogallo (bandiera)  | Miguel Praia         | Parkalgar Racing                  | Honda CBR600RR  | 18   | +36.390   | 2'04.625    | 263,7    | 3     |
| 14º  | 31  | Finlandia (bandiera)   | Vesa Kallio          | Benjan Racing                     | Honda CBR600RR  | 18   | +36.608   | 2'04.379    | 273,7    | 2     |
| 15º  | 21  | Giappone (bandiera)    | Katsuaki Fujiwara    | Kawasaki Gil Motor Sport          | Kawasaki ZX-6R  | 18   | +37.096   | 2'04.322    | 275,8    | 1     |
| 16º  | 83  | Belgio (bandiera)      | Didier Van Keymeulen | RES Software Hoegee Suzuki        | Suzuki GSX-R600 | 18   | +38.526   | 2'04.560    | 263,7    |       |
| 17º  | 37  | San Marino (bandiera)  | William De Angelis   | Intermoto Czech                   | Honda CBR600RR  | 18   | +42.675   | 2'04.756    | 261,1    |       |
| 18º  | 4   | Italia (bandiera)      | Lorenzo Alfonsi      | Team PMS                          | Kawasaki ZX-6R  | 18   | +43.375   | 2'04.633    | 277,2    |       |
| 19º  | 32  | Italia (bandiera)      | Mirko Giansanti      | Berry Racing                      | Honda CBR600RR  | 18   | +44.319   | 2'05.014    | 266,9    |       |
| 20º  | 51  | Spagna (bandiera)      | Santiago Barragán    | Glaner Motocard.com               | Honda CBR600RR  | 18   | +45.924   | 2'04.556    | 258,6    |       |
| 21º  | 57  | Italia (bandiera)      | Ilario Dionisi       | Triumph - SC                      | Triumph 675     | 18   | +47.277   | 2'04.728    | 262,4    |       |
| 22º  | 72  | Ungheria (bandiera)    | Attila Magda         | Factory Racing                    | Honda CBR600RR  | 18   | +1'24.963 | 2'06.554    | 261,8    |       |
| 23º  | 199 | Italia (bandiera)      | Danilo Dell'Omo      | HP Racing                         | Honda CBR600RR  | 18   | +1'25.440 | 2'07.312    | 258,6    |       |
| 24º  | 888 | Spagna (bandiera)      | Josep Pedro Subirats | Yamaha Spain                      | Yamaha YZF-R6   | 17   | +1 giro   | 2'08.890    | 263,0    |       |

#### Ritirati
| Nº  | Naz.                   | Pilota            | Squadra                      | Motocicletta   | Giri | Giro veloce | Velocità |
| --- | ---------------------- | ----------------- | ---------------------------- | -------------- | ---- | ----------- | -------- |
| 99  | Francia (bandiera)     | Fabien Foret      | Yamaha World Supersport      | Yamaha YZF-R6  | 17   | 2'02.626    | 272,3    |
| 75  | Slovenia (bandiera)    | Luka Nedog        | CRS Grand Prix               | Honda CBR600RR | 15   | 2'07.182    | 258,0    |
| 24  | Australia (bandiera)   | Garry McCoy       | Triumph - SC                 | Triumph 675    | 7    | 2'03.660    | 265,6    |
| 15  | Ungheria (bandiera)    | Gergo Talmacsi    | Factory Racing               | Honda CBR600RR | 7    | 2'07.857    | 258,6    |
| 8   | Australia (bandiera)   | Mark Aitchison    | Triumph Italia BE1 Racing    | Triumph 675    | 6    | 2'03.350    | 266,3    |
| 81  | Regno Unito (bandiera) | Graeme Gowland    | Benjan Racing                | Honda CBR600RR | 6    | 2'03.702    | 268,3    |
| 121 | Francia (bandiera)     | Arnaud Vincent    | Gil Motor Sport - Solution F | Kawasaki ZX-6R | 5    | 2'05.461    | 267,6    |
| 65  | Regno Unito (bandiera) | Jonathan Rea      | Hannspree Ten Kate Honda     | Honda CBR600RR | 1    |             | 266,9    |
| 88  | Australia (bandiera)   | Andrew Pitt       | Hannspree Ten Kate Honda     | Honda CBR600RR | 1    |             | 268,3    |
| 61  | Italia (bandiera)      | Andrea Antonelli  | Hannspree Honda Althea       | Honda CBR600RR | 0    |             |          |
| 69  | Italia (bandiera)      | Gianluca Nannelli | Hannspree Honda Althea       | Honda CBR600RR | 0    |             |          |
| 55  | Italia (bandiera)      | Massimo Roccoli   | Yamaha Lorenzini By Leoni    | Yamaha YZF-R6  | 0    |             |          |